# Coswig (Anhalt)
Coswig (Anhalt) ist eine Stadt im Landkreis Wittenberg in Sachsen-Anhalt (Deutschland).

## Geographie

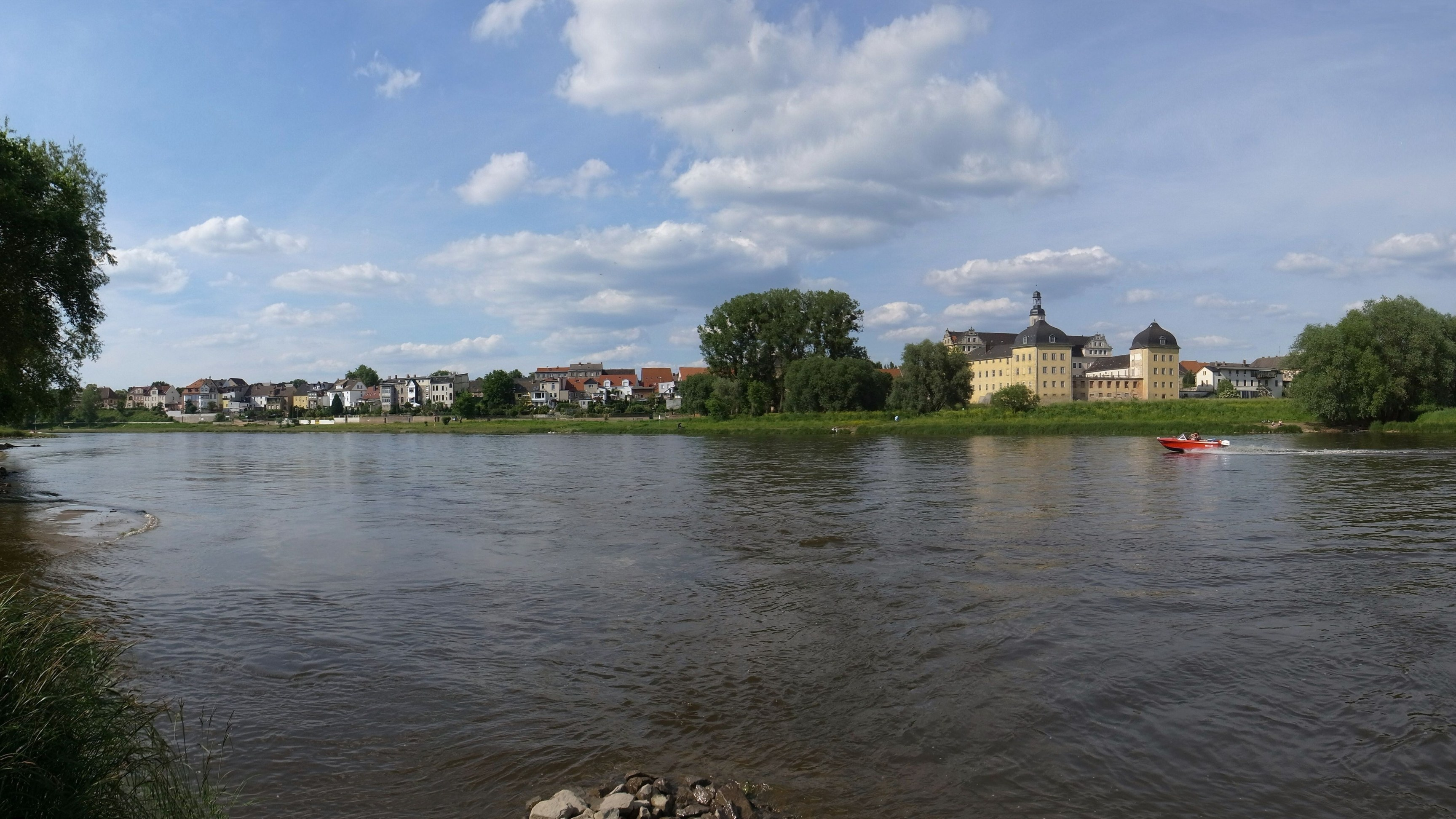
Ansicht über die Elbe auf die Stadt und das Schloss

Coswig liegt am nördlichen Ufer der Elbe im Süden des Höhenzugs Fläming.

### Stadtgliederung
Zu Coswig (Anhalt) gehören folgende 16 Ortschaften:
- Bräsen
- Buko
- Cobbelsdorf mit dem Ortsteil Pülzig
- Düben
- Hundeluft
- Jeber-Bergfrieden mit dem Ortsteil Weiden
- Klieken mit dem Ortsteil Buro
- Köselitz
- Möllensdorf
- Ragösen mit dem Ortsteil Krakau
- Senst
- Serno mit den Ortsteilen Göritz und Grochewitz
- Stackelitz
- Thießen mit dem Ortsteil Luko
- Wörpen mit dem Ortsteil Wahlsdorf
- Zieko

### Nachbargemeinden
Im Uhrzeigersinn (von Norden beginnend): Wiesenburg/Mark, Lutherstadt Wittenberg, Oranienbaum-Wörlitz, Dessau-Roßlau.

## Geschichte
Das mesolithische Grab von Coswig, die einzige bekannte Brandbestattung der Mittelsteinzeit in Deutschland, wurde 2001 nahe der Elbe am Rand eines jungbronzezeitlichen Gräberfelds entdeckt.
Die Grablegen der jungsteinzeitlichen Kugelamphorenkultur (KAK) (3000 bis 2800 v. Chr.) fanden sich inmitten eines dicht belegten Gräberfeldes der eisenzeitlichen Hausurnenkultur (700 bis 500 vor Chr.) Schon vor einiger Zeit war man im Hochuferbereich der Elbe auf eine Abfallgrube der Kugelamphorenkultur gestoßen. Die beiden Kugelamphoren-Körpergräber waren nicht durch die eisenzeitlichen Bestattungen gestört.

### Vom Mittelalter bis zum 19. Jahrhundert
Am heutigen Standort wird bereits 1187 eine Burg Cossewiz erwähnt. Ob vor dieser Zeit schon eine slawische Siedlung existierte, ist nicht belegt. Als Oppidum wird Coswig im Jahre 1215 bezeichnet und galt in jener Zeit als die wichtigste Stadt der anhaltinischen Askanier nördlich der Elbe.
Bereits im 16. Jahrhundert wurde Coswig von Wörpen aus durch eine Wasserleitung mit Trinkwasser versorgt. In dieser Zeit spielten die Weberei, das Töpferhandwerk sowie die Landwirtschaft (u. a. Hopfenanbau) wirtschaftlich die bedeutendste Rolle.
Im Schmalkaldischen Krieg wurde die Stadt durch spanische Truppen weitgehend zerstört. Im Dreißigjährigen Krieg hielt sich Wallenstein auch in Coswig auf.

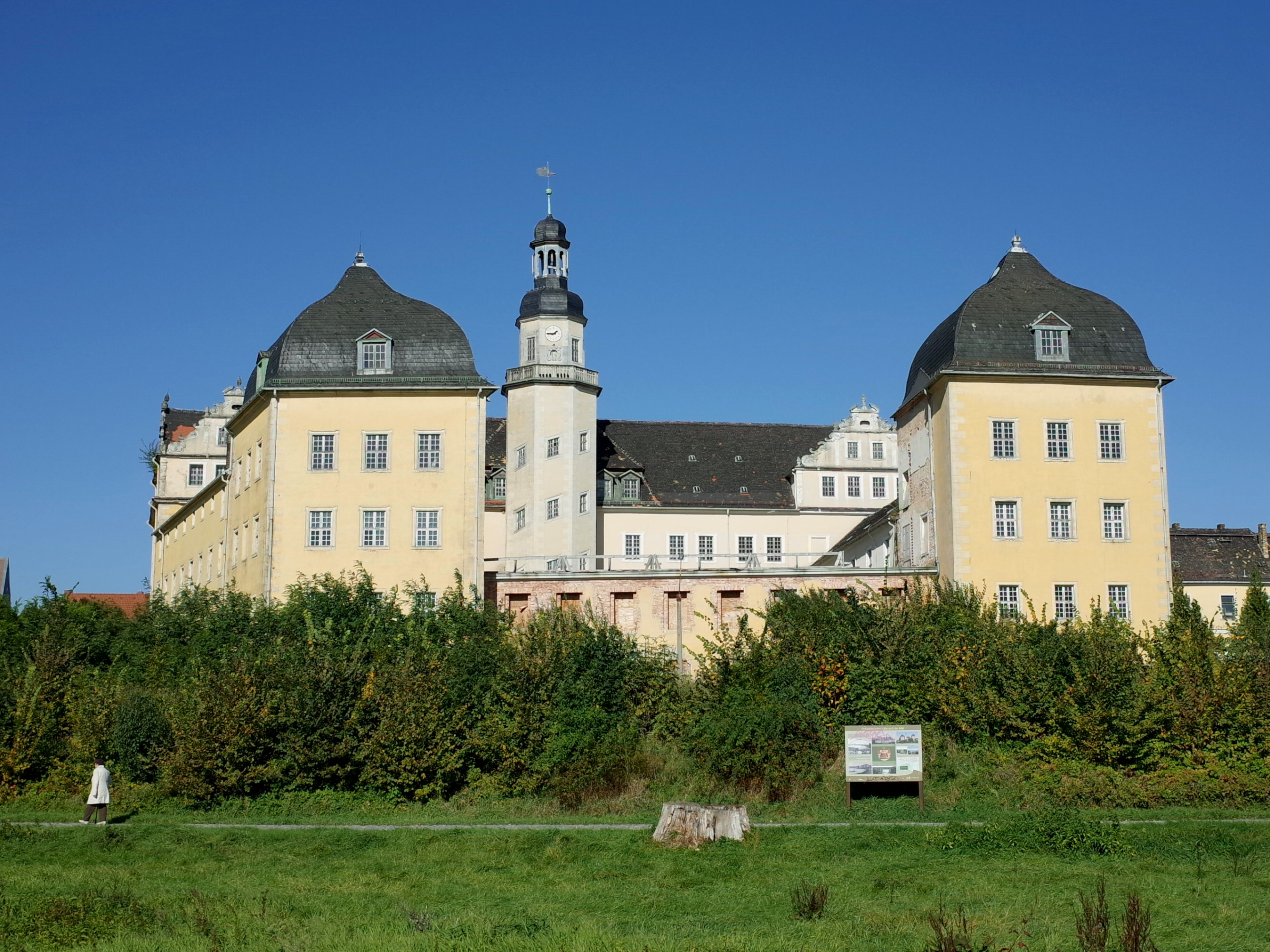
Schloss Coswig

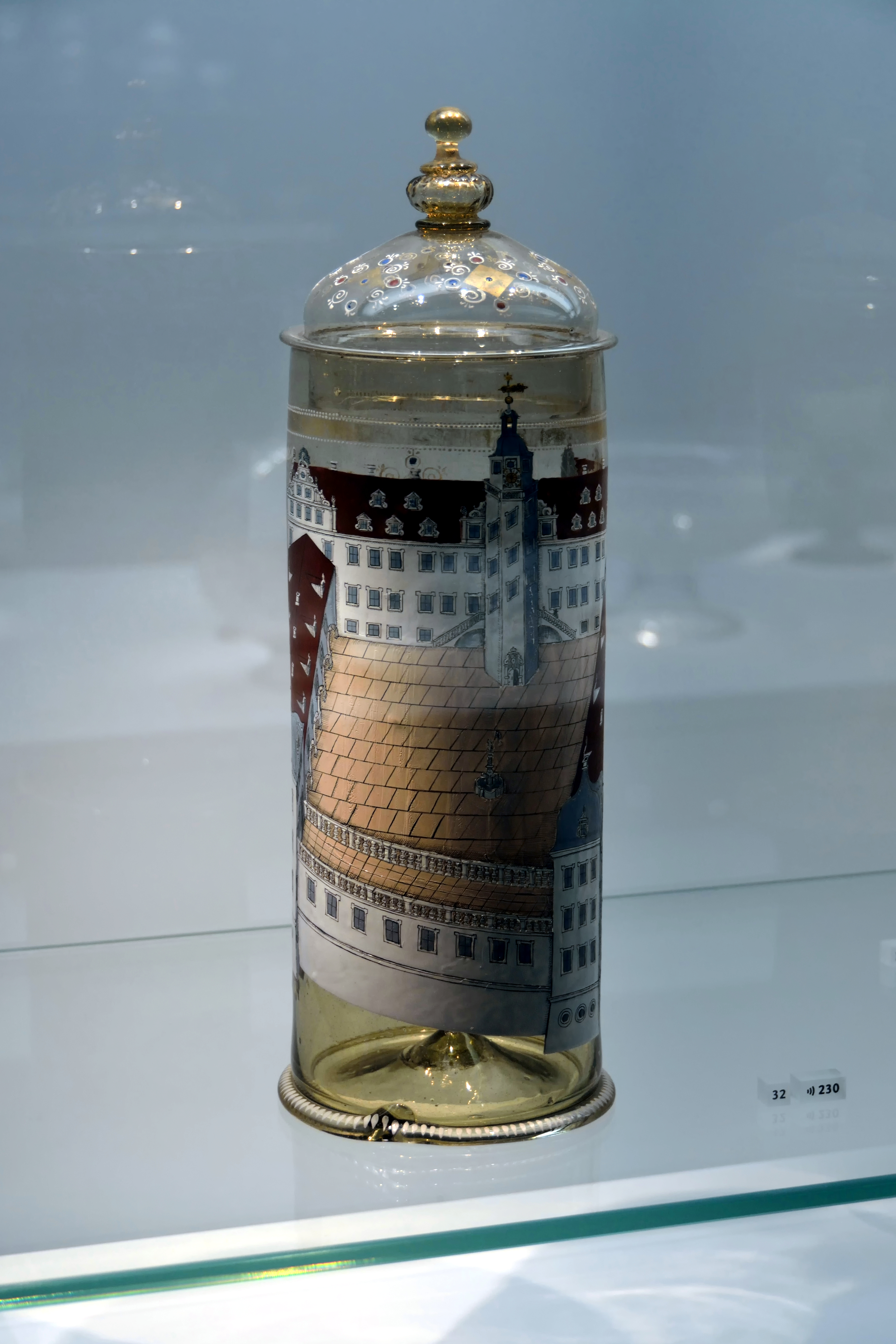
Schloss Coswig auf einem Deckelhumpen von 1676 im Landesmuseum Württemberg

Coswig war von 1603 bis 1793 Teil des Fürstentums Anhalt-Zerbst. Das in der Stadt befindliche Schloss wurde 1667 bis 1677 durch den holländischen Architekten Cornelis Ryckwaert erbaut und diente bis ins 19. Jahrhundert als Witwensitz. Während im Bauschmuck des nördlich gelegenen Hauptflügels auf ältere Renaissance-Formen zurückgegriffen wurde, nahm die Gesamtanlage zeitgenössische Einflüsse der französischen Barockarchitektur auf. Ab 1874 wurde das Schloss teilweise in ein Gefängnis umgebaut und zu diesem Zweck der Südflügel um zwei Geschosse aufgestockt. Bis zur Märzrevolution diente das Justizamt Coswig als Eingangsgericht, danach die Kreisgerichtskommission Coswig, die ab 1863 zum Kreisgericht Zerbst gehörte. Ab 1879 bestand das Amtsgericht Coswig.

### 20. und 21. Jahrhundert
In der NS-Zeit war das im Schloss untergebrachte Gefängnis mit 900 (statt vorgesehener 300) Personen stark überbelegt, darunter vielen aus politischen Gründen. Dazu kamen die 850 Häftlinge des Außenlagers Griebo, von denen etwa 300 aufgrund der unmenschlichen Lebensbedingungen starben. Während des Zweiten Weltkrieges mussten hunderte Kriegsgefangene sowie Frauen und Männer aus den von Deutschland besetzten Ländern in Rüstungsbetrieben Zwangsarbeit verrichten. Am 14. November 1944 kamen bei einer Explosion im Werk der Westfälisch-Anhaltischen Sprengstoff AG (WASAG) 94 Menschen ums Leben.
Im Jahr 1987 feierte die Stadt ihr 800-jähriges Bestehen.
Am 2. Juli 2007 wurde die Stadt mit allen Mitgliedsdörfern der Verwaltungsgemeinschaft Coswig (Anhalt) aufgrund einer Gebietsreform vom Landkreis Anhalt-Zerbst in den Landkreis Wittenberg eingegliedert.
Das Schloss wurde 2006 verkauft, die neue Eigentümerin Magnolia Albertazzi plant seitdem, hier ein Kulturzentrum einzurichten. Die im 19. Jahrhundert hinzugefügten Obergeschosse des Südflügels wurden zurückgebaut, um den ursprünglichen Zustand des Schlosses wiederherzustellen.

### Verwaltungszugehörigkeit
- 1603 Fürstentum Anhalt-Zerbst
- 1797 Fürstentum Anhalt-Bernburg
- 1806 Herzogtum Anhalt-Bernburg
- 1863 Herzogtum Anhalt, Kreis Coswig
- 1865 Herzogtum Anhalt, Kreis Zerbst
- 1918 Freistaat Anhalt, Kreis Zerbst
- 1945 Provinz Sachsen, Kreis Zerbst
- 1946 Provinz Sachsen-Anhalt, Kreis Zerbst
- 1947 Land Sachsen-Anhalt, Kreis Zerbst
- 1952 Bezirk Halle, Kreis Roßlau
- 1990 Land Sachsen-Anhalt, Kreis Roßlau
- 1994 Land Sachsen-Anhalt, Kreis Anhalt-Zerbst
- 2007 Land Sachsen-Anhalt, Kreis Wittenberg

### Eingemeindungen
Erste Eingemeindungen auf dem Gebiet der jetzigen Stadt Coswig (Anhalt) gab es bereits am 1. Juli 1950. Sechs Gemeinden mussten damals ihre Selbstständigkeit aufgeben. Am 1. Januar 1964 folgte die Umgliederung Pülzigs. Am 1. Oktober 1965 fand mit der Eingemeindung Buros nach Klieken die letzte dieser Maßnahmen zur DDR-Zeit statt.
Mit der Eingliederung Lukos nach Thießen begann die zweite Eingemeindungswelle am 1. Mai 1999. Schließlich folgten nur noch Eingliederungen in die Stadt Coswig (Anhalt): am 1. Januar 2004 Zieko, am 1. Januar 2008 Wörpen, im Jahr 2009 insgesamt elf ehemalige Gemeinden und im Jahr 2010 weitere drei Orte.
| Ehemalige Gemeinde | Datum                       | Anmerkung                                                     |
| ------------------ | --------------------------- | ------------------------------------------------------------- |
| Bräsen             | 1. Januar 2010              |                                                               |
| Buko               | 1. Januar 2009              |                                                               |
| Buro               | 1. Oktober 1965             | Eingemeindung nach Klieken                                    |
| Cobbelsdorf        | 1. Januar 2009              |                                                               |
| Düben              | 1. März 2009                |                                                               |
| Göritz             | 1. Juli 1950                | Eingemeindung nach Serno                                      |
| Grochewitz         | 1. Juli 1950                | Eingemeindung nach Serno                                      |
| Hundeluft          | 1. Juli 2009                |                                                               |
| Jeber-Bergfrieden  | 1. Juli 2009                |                                                               |
| Klieken            | 1. März 2009                |                                                               |
| Köselitz           | 1. Januar 2009              |                                                               |
| Krakau             | 1. Juli 1950                | Eingemeindung nach Ragösen                                    |
| Luko               | 1. Mai 1999                 | Eingemeindung nach Thießen                                    |
| Möllensdorf        | 1. Juli 2009                |                                                               |
| Pülzig             | 1. Juli 1950 1. Januar 1964 | Eingemeindung nach Möllensdorf, Umgliederung nach Cobbelsdorf |
| Ragösen            | 1. Juli 2009                |                                                               |
| Senst              | 1. Januar 2009              |                                                               |
| Serno              | 1. Januar 2009              |                                                               |
| Stackelitz         | 1. Januar 2010              |                                                               |
| Thießen            | 1. September 2010           |                                                               |
| Wahlsdorf          | 1. Juli 1950                | Eingemeindung nach Wörpen                                     |
| Weiden             | 1. Juli 1950                | Eingemeindung nach Jeber-Bergfrieden                          |
| Wörpen             | 1. Januar 2008              |                                                               |
| Zieko              | 1. Januar 2004              |                                                               |

## Bevölkerung
| Jahr | Einwohner |
| ---- | --------- |
| 1990 | 09.764    |
| 2010 | 13.287    |
| 2015 | 12.184    |
| 2020 | 11.521    |
| 2021 | 11.494    |
| 2022 | 11.279    |
| 2023 | 11.273    |
| 2024 | 11.129    |

Stand: 31. Dezember des jeweiligen Jahres (Angaben des Statistischen Landesamtes Sachsen-Anhalt), ab 2011 auf Basis des Zensus 2011, ab 2022 auf Basis des Zensus 2022
Der deutliche Anstieg der Bevölkerungszahl 2010 ist auf Eingemeindungen zurückzuführen.

## Religion
18 % der Bevölkerung gehören der evangelischen Landeskirche an, 4 % der römisch-katholischen Kirche.
Für die 2270 evangelischen Christen gibt es sechs Kirchengemeinden mit insgesamt 22 Kirchen. Jeweils nur eine Kirche haben die Gemeinden St. Nicolai in der Kernstadt, St. Jakobi (Ragösen) und St. Petri (Thießen). Fünf Kirchen gehören zur Epiphaniasgemeinde Weiden: St. Bonifatius (Hundeluft) sowie die Dorfkirchen Grochewitz, Serno, Stackelitz und Weiden. Mit St. Johannes (Buko), St. Petri (Düben), St. Pauli (Luko), St. Johannes (Zieko), der Komtureikirche Buro und der Kreuzkirche Klieken gehören sechs Kirchen zur Hoffnungsgemeinde Zieko. Zur Martinsgemeinde Wörpen gehören nicht weniger als acht Dorfkirchen: St. Pauli (Köselitz), St. Jakobus (Pülzig), St. Petri (Senst), St. Martin (Wörpen), die Gustav-Adolf-Kirche Göritz sowie die Dorfkirchen Cobbelsdorf, Möllensdorf und Wahlsdorf.
Den 500 Katholiken stehen die Kirchen St. Michael (Coswig) und Mariä Himmelfahrt (Hundeluft) zur Verfügung, die beide zur Pfarrei Heilige Familie in Roßlau gehören.
Des Weiteren gibt es eine neuapostolische Kirche; die Gemeinde hat 170 Mitglieder.

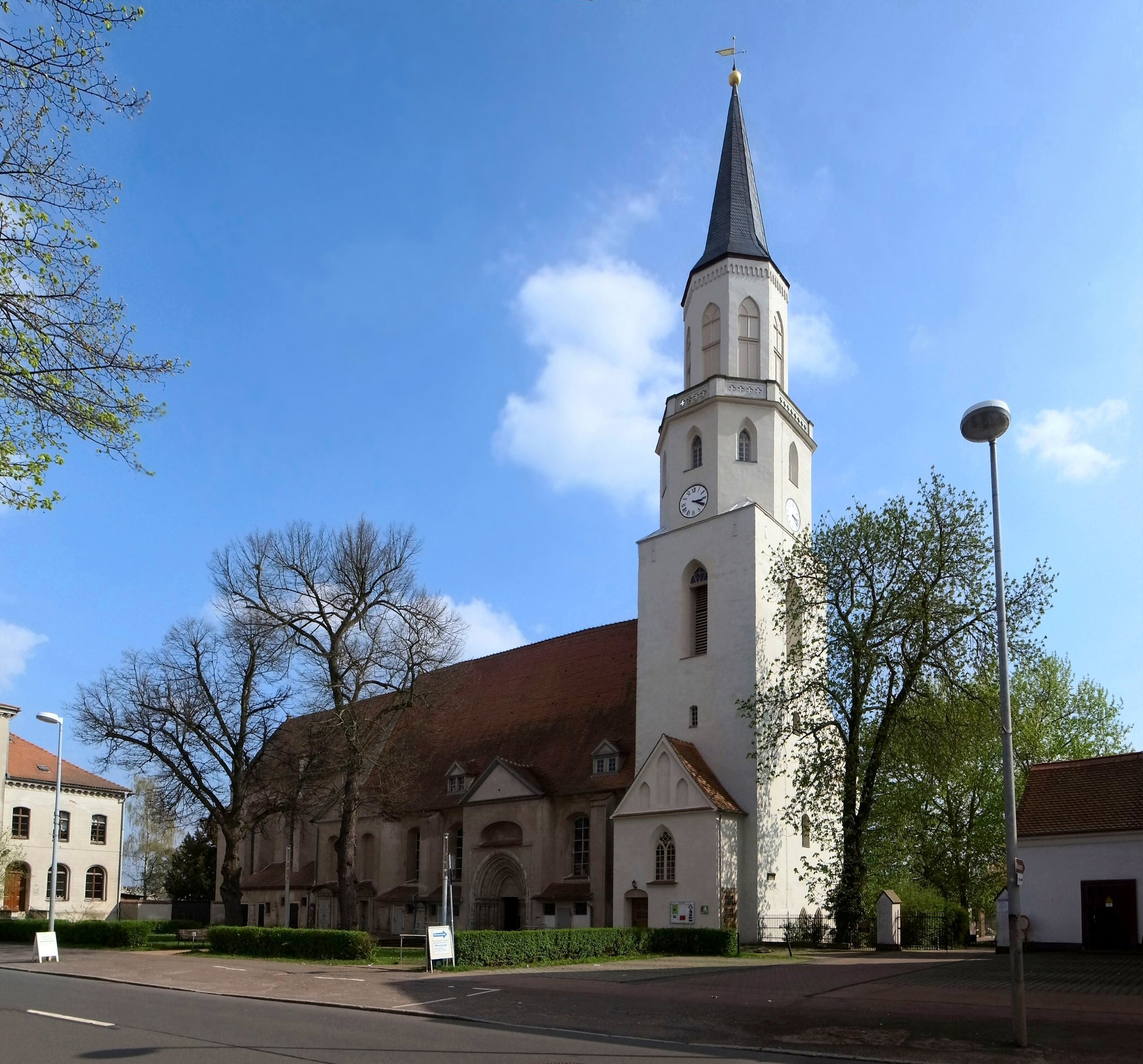
St. Nicolai
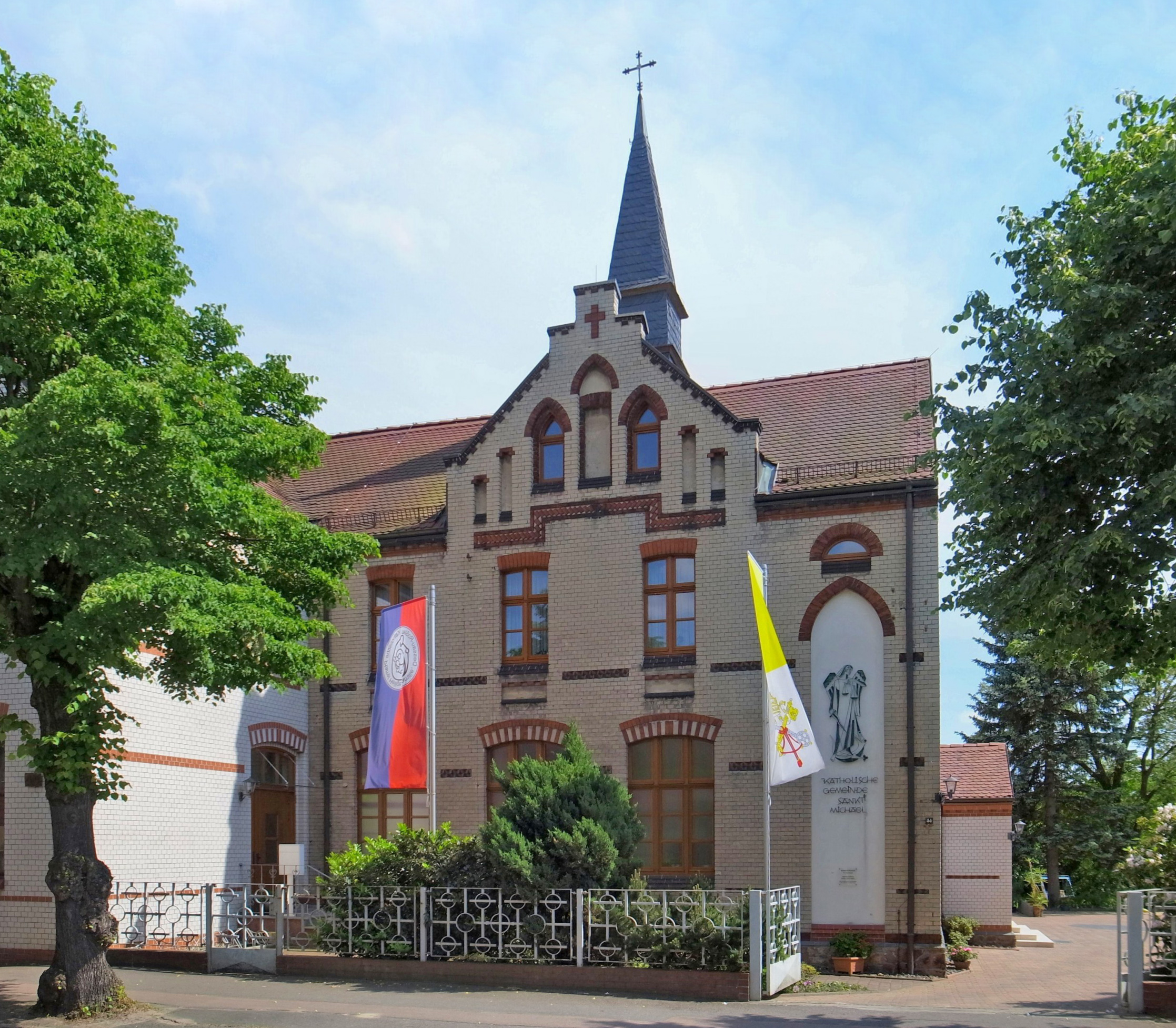
St. Michael
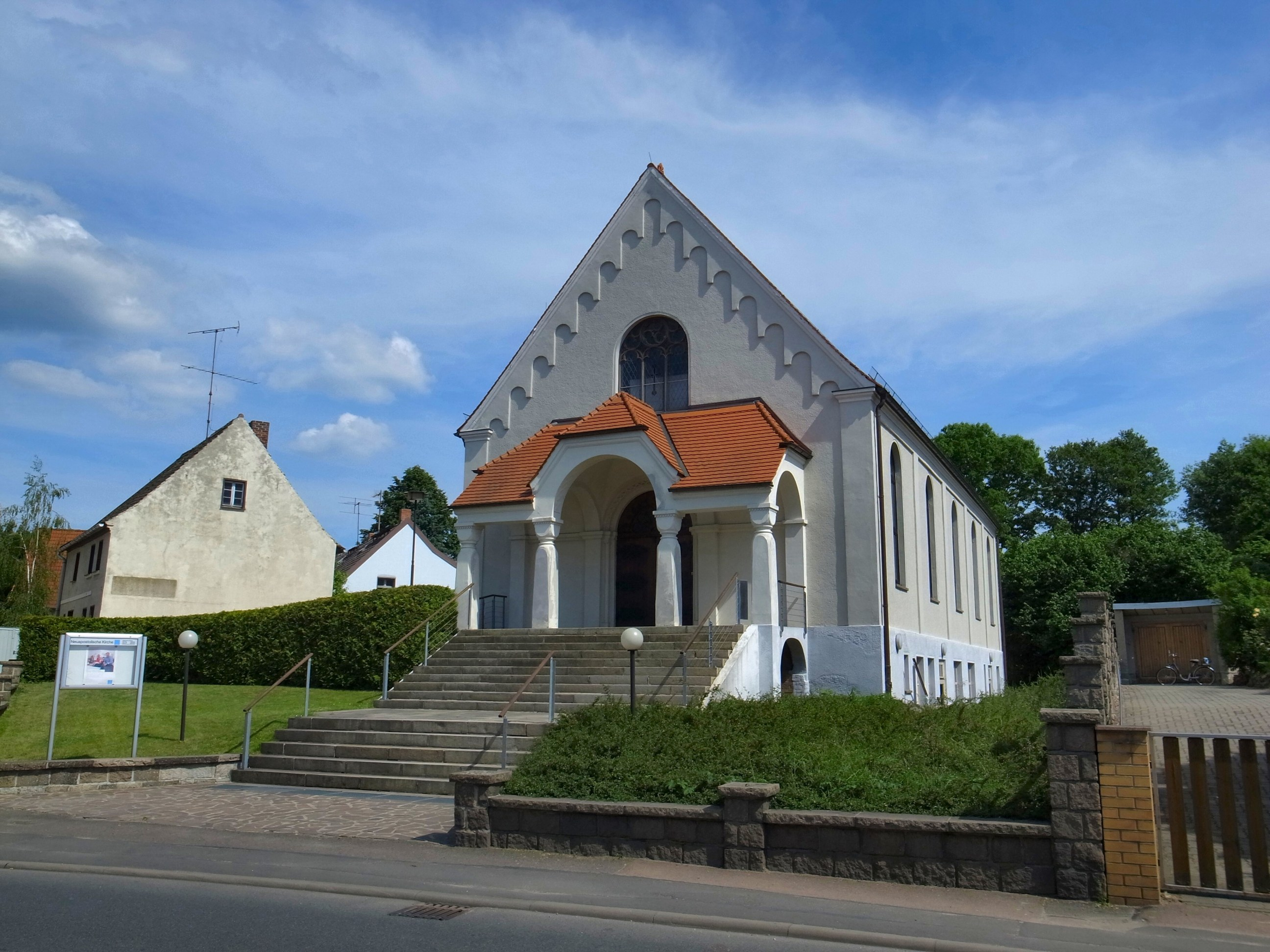
Neuapostolische Kirche

## Politik

### Stadtrat
Der Stadtrat von Coswig (Anhalt) besteht entsprechend der Einwohnerzahl der Stadt aus 28 Mitgliedern und dem Bürgermeister. Die Kommunalwahl vom 9. Juni 2024 führte bei einer Wahlbeteiligung von 61,2 % zu folgendem Ergebnis:
| Partei / Wählergruppe              | Stimmenanteil 2019 | Sitze 2019 |  | Stimmenanteil 2024 | Sitze 2024 |
| ---------------------------------- | ------------------ | ---------- |  | ------------------ | ---------- |
| AfD                                | 16,0 %             | 3          |  | 31,2 %             | 9          |
| CDU                                | 24,2 %             | 7          |  | 24,6 %             | 7          |
| Freie Wählergemeinschaft (FWG)     | 10,2 %             | 3          |  | 14,7 %             | 4          |
| Bürger repräsentieren Coswig (BrC) | –                  | –          |  | 10,3 %             | 3          |
| SPD                                | 11,4 %             | 3          |  | 07,3 %             | 2          |
| Die Linke                          | 09,9 %             | 3          |  | 03,3 %             | 1          |
| Bündnis 90/Die Grünen              | 04,1 %             | 1          |  | 02,4 %             | 1          |
| Gegenwind Fläming                  | –                  | –          |  | 02,3 %             | 1          |
| Einzelbewerber Markus Lehmann      | –                  | –          |  | 02,1 %             | –          |
| FDP                                | –                  | –          |  | 01,2 %             | –          |
| Einzelbewerber Holger Ruhl         | –                  | –          |  | 00,7 %             | –          |
| Bürgervertretung Coswig (Anhalt)   | 12,3 %             | 3          |  | –                  | –          |
| Freie Wähler                       | 07,3 %             | 2          |  | –                  | –          |
| Einzelbewerber Günther Lutze       | 02,0 %             | 1          |  | –                  | –          |
| Heimatverein Kliekener Aue         | 01,5 %             | –          |  | –                  | –          |
| Bürger-Neuanfang                   | 01,1 %             | –          |  | –                  | –          |
| Insgesamt                          | 100 %              | 26         |  | 100 %              | 28         |

Bei der Wahl 2019 entfielen auf die AfD fünf Sitze, von denen zwei unbesetzt blieben, weil die Partei nur drei Kandidaten nominiert hatte.

### Bürgermeister
- 2000–2017: Doris Berlin (parteilos)
- 2017–2024: Axel Clauß (parteilos)
- seit 2024: André Saage (SPD)

Doris Berlin war von 2000 bis 2017 hauptamtliche Bürgermeisterin von Coswig. Sie wurde in der Bürgermeisterwahl am 16. Februar 2014 mit 100 % der gültigen Stimmen für ihre dritte siebenjährige Amtszeit bestätigt.
Berlin trat am 30. Juni 2017 in den Ruhestand. In der Bürgermeisterstichwahl am 7. Mai 2017 wurde Axel Clauß (parteilos) mit 71,8 % der gültigen Stimmen zu ihrem Nachfolger gewählt.
André Saage (SPD) wurde in der Bürgermeisterstichwahl am 17. März 2024 mit 54,2 % der gültigen Stimmen zum neuen Bürgermeister gewählt. Seine Amtszeit beträgt sieben Jahre.

### Wappen

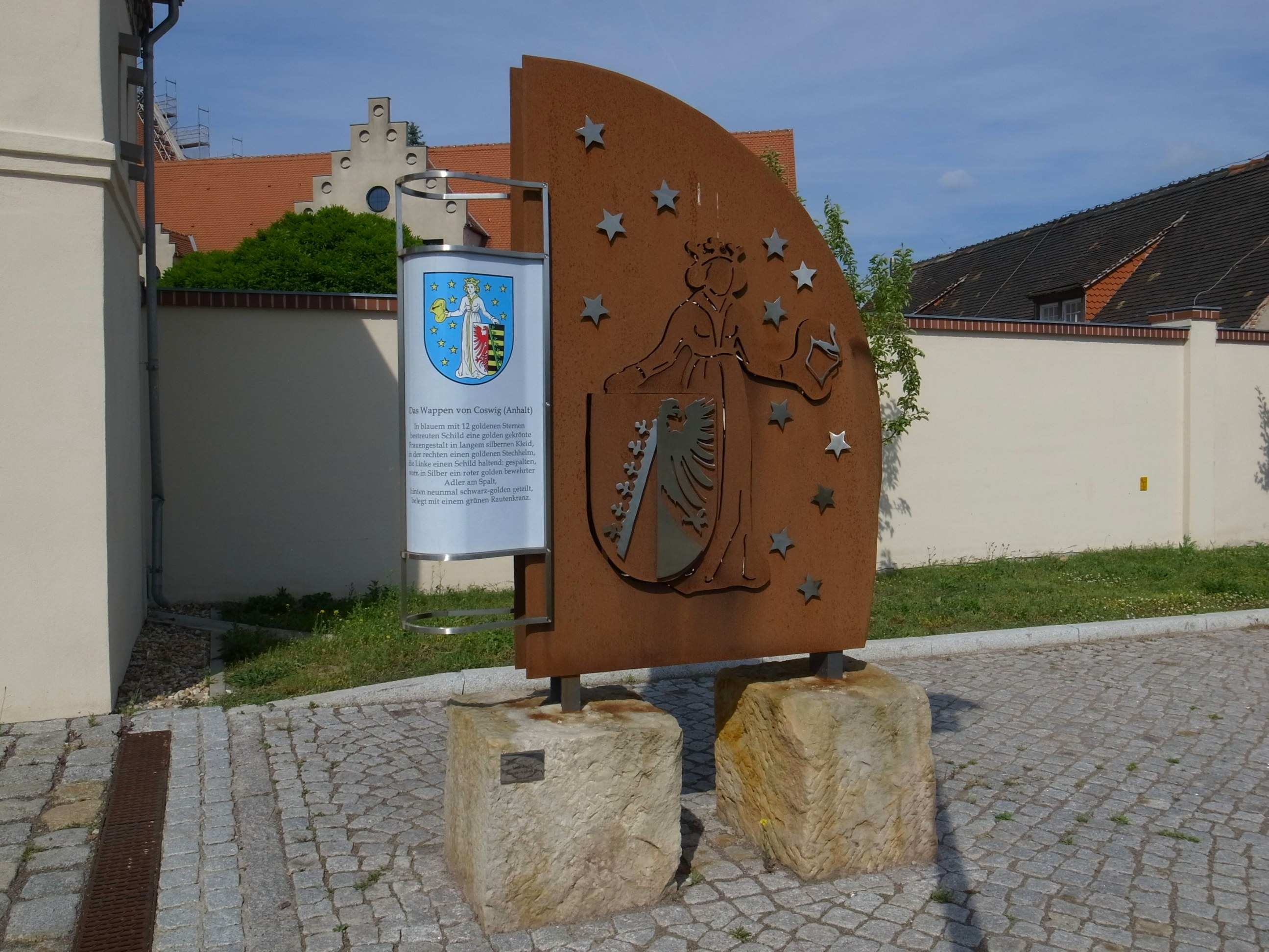
Stadtwappen

Blasonierung: „Im blauen mit zwölf goldenen Sternen bestreuten Schild eine Frauengestalt in langem, silbernem Kleid, golden gekrönt, in der Rechten einen goldenen Stechhelm, die Linke einen Schild haltend. Der Schild gespalten, vorn in silber ein roter golden bewehrter Adler am Spalt, hinten neunmal schwarz-golden geteilt, belegt mit einem grünen Rautenkranz.“
Das Wappen wurde vom Kommunalheraldiker Jörg Mantzsch 1994 nach korrigierter (im 19. Jahrhundert war der anhaltische Stammschild seitenverkehrt dargestellt) historischer Vorlage gestaltet und ins Genehmigungsverfahren geführt.

### Flagge
Die Flagge der Stadt Coswig (Anhalt) ist rot-blau gestreift mit aufgelegtem Wappen.

### Städtepartnerschaft
Coswig (Anhalt) unterhält seit 1993 eine Partnerschaft mit der Stadt Stadtallendorf in Hessen.

## Sehenswürdigkeiten

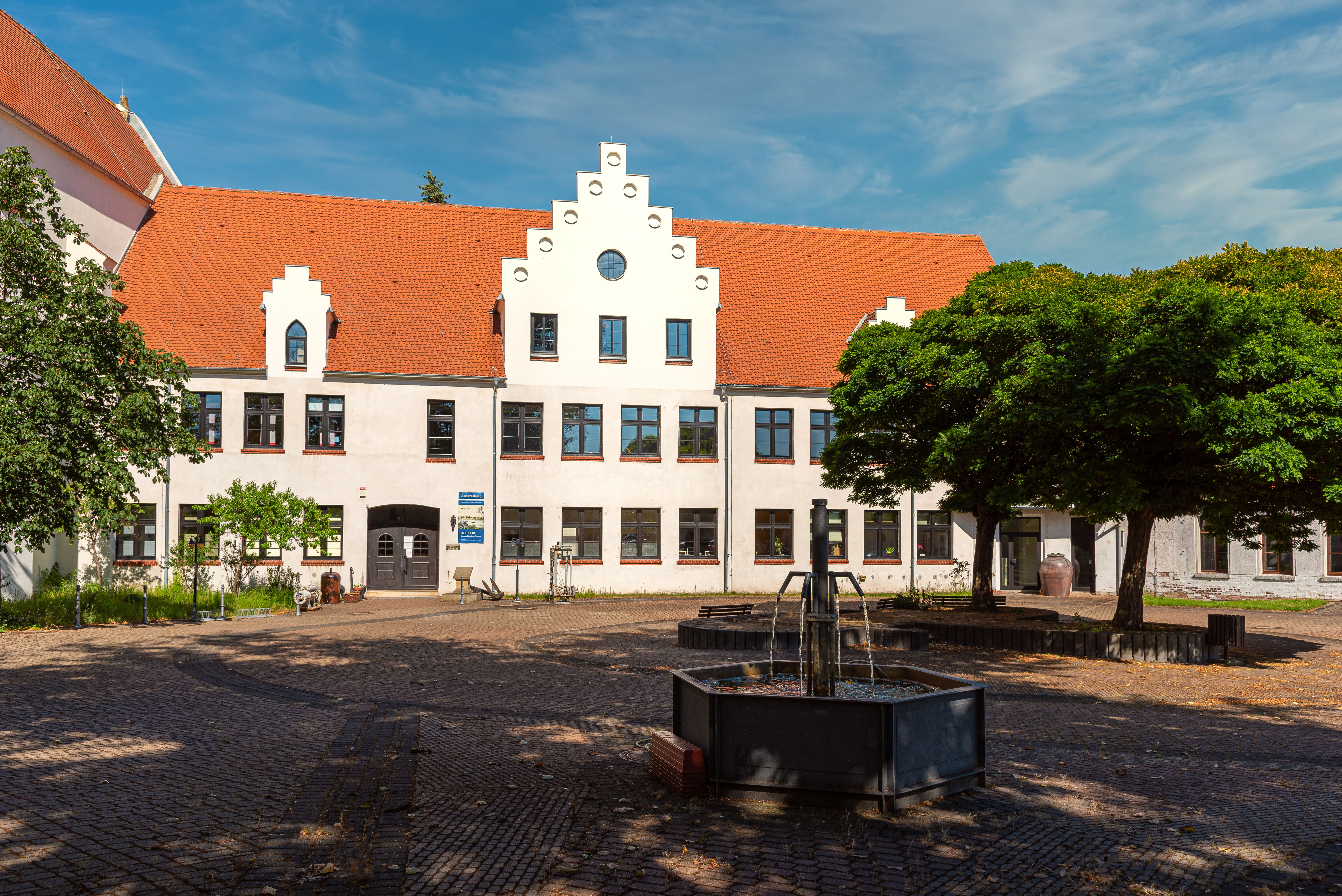
Klosterhof mit Stadtmuseum

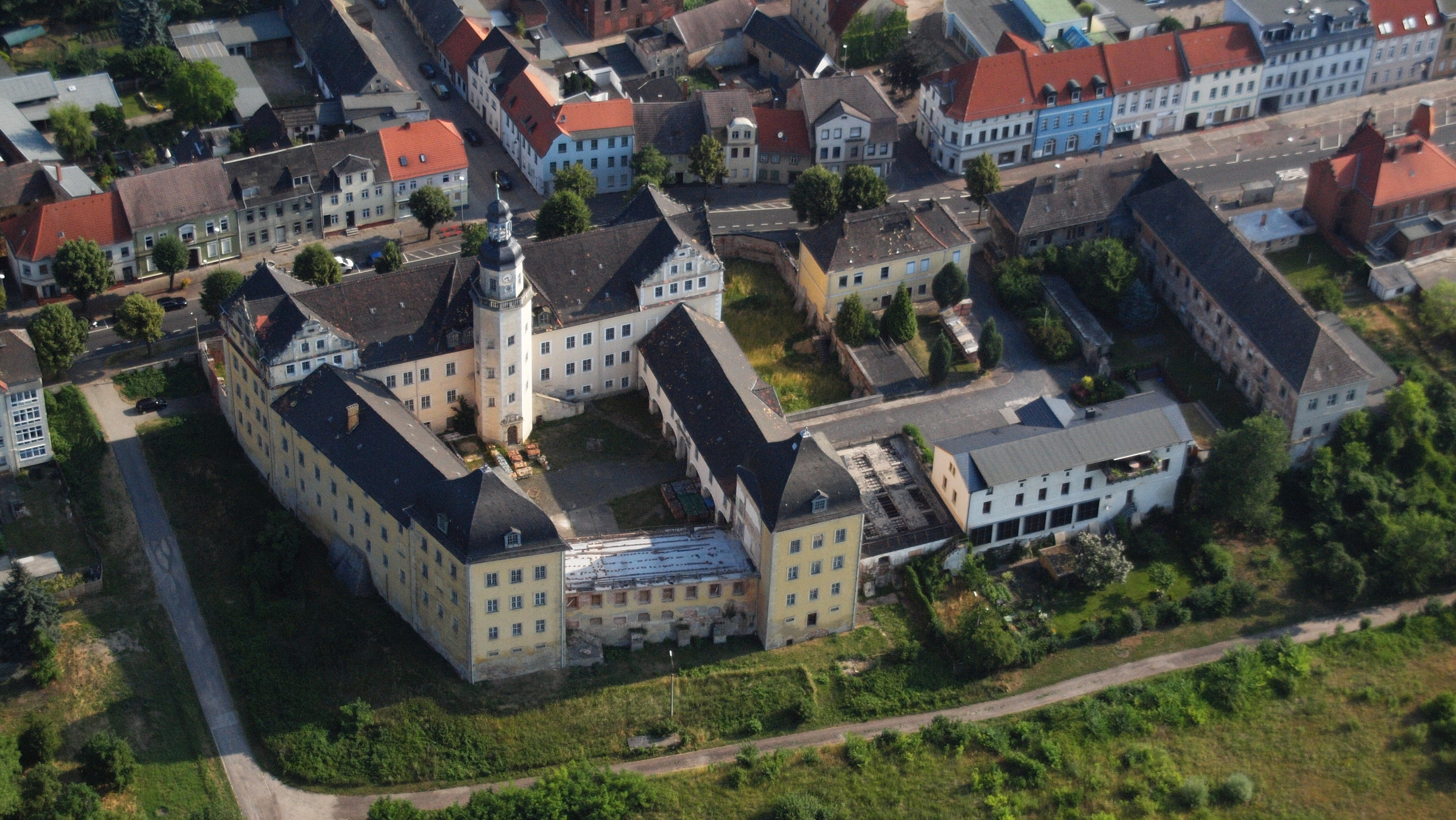
Schloss, Luftaufnahme (2015)

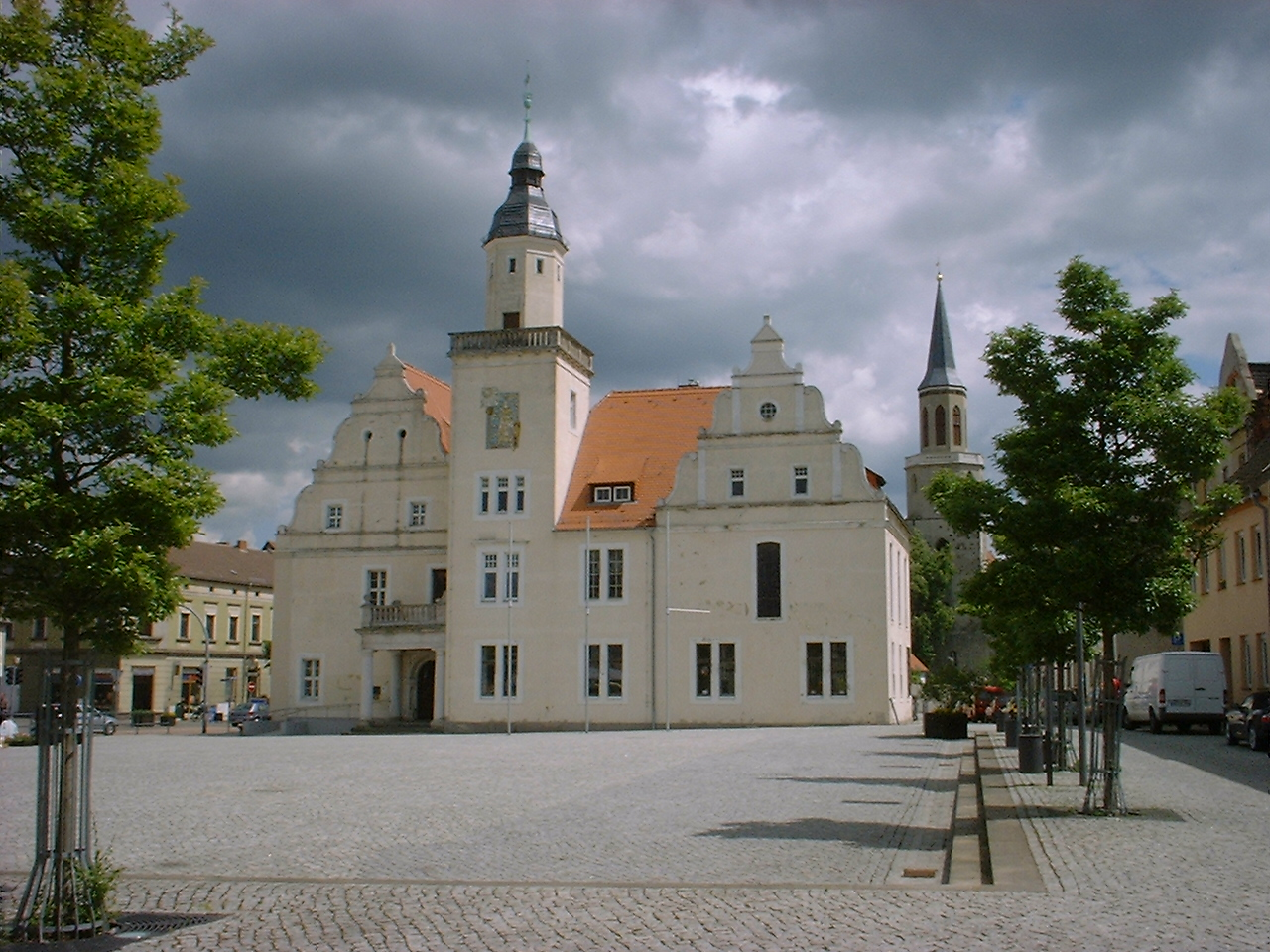
Rathaus

- Evangelische Nicolaikirche, ältestes Gebäude der Stadt, prägt das Stadtbild Coswigs
- Klosterhof mit Stadtmuseum: Das Kloster Coswig wurde im 13. Jahrhundert als Augustiner-Nonnenkloster von Fürst Siegfried gegründet und später im Zuge der Reformation aufgelöst. Vom 19. Jahrhundert an bis 1977 wurde das Gebäude als Schule genutzt. Anfang der 1990er Jahre wurde das ehemalige Kloster saniert, mit dem Ziel, dort das städtische Museum unterzubringen. Auch seinen Namen Kulturzentrum Klosterhof erhielt der Komplex in dieser Zeit. Heute beherbergt der Klosterhof das Stadtmuseum mit Dauerausstellungen zur Stadtgeschichte, zur Geschichte des Töpferhandwerks und zu den Gewässern in Anhalt. Zudem wird der Klosterhof als Veranstaltungsort genutzt. Zum Stadtmuseum gehört auch das anliegende Romantik-Museum mit einer Ausstellung zur Kunst der Romantik in Anhalt.[25]
- Schloss
- Rathaus: Das ursprüngliche Rathaus wurde im Schmalkaldischen Krieg 1547 zerstört, 1560 erfolgte der Neubau im Stil der Renaissance, wobei einige Elemente des spätgotischen Vorgängerbaus übernommen wurden. Im 19. und 20. Jahrhundert wurde das Gebäude erweitert, die letzte Baumaßnahme erfolgte 2006 mit der Fassadenerneuerung des Westflügels. Das Rathaus beherbergt heute u. a. das Bürgerbüro und die Stadtinformation, den Bürgermeisterbereich, die Kämmerei, das Einwohnermeldeamt und das Standesamt.  Im Gartenhaus hinter dem Amtshaus (der Grotte) befindet sich seit 2014 Ausstellung Romantik in Anhalt.[26]
- Neuapostolische Kirche, Flieth 4a, mit interessanter Architektur und Pfeifenorgel, 1925 erbaut und 2001 aufwendig restauriert
- Unterfischerei: Das Wohngebiet zählt zu den ältesten Siedlungsgebieten von Coswig. Die Unter- und Oberfischerei werden durch eine massive Stützmauer getrennt, die das Abrutschen des Grunds in die Elbauen verhindern soll und die Oberfischerei vor Hochwasser schützt. Einst wurden die Nischen in dieser Mauer von den Fischern für ihre Verkaufsstände und als Wetterschutz genutzt.[27]
- Simonettihaus in der Zerbster Straße, 1699 als Adelssitz erbautes Haus, bemerkenswert durch seine Stuckdecken, 2007 vom heutigen Simonetti Haus Coswig (Anhalt) e. V. vor dem Abriss bewahrt[28]
- Kavalierhaus in der Schlossstraße (ehemalige Sparkasse)
- Projektraum Coswig, Zentrum für künstlerische Experimente und Austausch, Friederikenstraße 26[29]
- Kommende des Deutschen Ordens im Ortsteil Buro mit Ordenskirche, Komturei und historischem Garten und Parkanlage
- Deutsche Alleenstraße: B 187 zwischen Dessau-Roßlau und Coswig, Landesstraße L 123 von Coswig nach Straach sowie Kreisstraße K 2376 von Coswig nach Wörlitz
- Bismarckturm auf dem Hubertusberg

Mahnmale
- Gedenkanlagen mit Einzel- und Massengräbern auf dem Waldfriedhof in der Wittenberger Straße
- Gedenkstein für die Opfer des Faschismus am Eingang des Schlosses von Karl Kothe
- Gedenkstein und -tafeln für 15 sowjetische, 3 niederländische, 2 französische, ein italienisches sowie 73 deutsche Opfer des WASAG-Unglücks vom 14. November 1944
- Gedenkstein für Opfer der Zwangsarbeit
- Gedenkstein für Hermann Hagendorf, den Leiter der Ortsgruppe Coswig des Rotfrontkämpferbundes, der 1933 im KZ Oranienburg ermordet wurde
- Mahnmal für die gefallenen sowjetischen Soldaten
- Gedenkstein für die gefallenen deutschen Soldaten
- Gedenkmauer für die jüdischen Opfer des Nazi-Regimes in der Domstraße (ehemaliger Standort der Synagoge)
- Gedenktafel zum Schaffen von Hermann Cohen im Museum des Klosterhofes. In Coswig hat die Cohen-Gesellschaft[30] ihren Sitz, die sich mit dem Leben und Schaffen des jüdischen Philosophen beschäftigt und jährlich internationale Tagungen durchführt.
- Gedenkstein für Friedrich Ebert auf dem Rudolf-Breitscheid-Platz
- Gedenkstein für Johann Wolfgang von Goethe von Karl Kothe in der Wittenberger Straße
- Fassade der Friedhofshalle von Karl Kothe auf dem Waldfriedhof in der Wittenberger Straße

## Wirtschaft und Infrastruktur

### Ansässige Unternehmen
Die Schwörer Haus KG unterhält in Coswig das Ausstattungszentrum Ost und ein Werk zur Fertigung großformatiger zementgebundener Holzwerkstoffplatten. Gleich daneben ist die Firma Mall-Umweltsysteme zu finden. Die Handelskette Netto betreibt seit 2008 ein Auslieferungslager für Mitteldeutschland in Coswig.

### Verkehr

#### Straßenverkehr
Coswig liegt an der Bundesstraße 107 zwischen Wiesenburg/Mark und Gräfenhainichen sowie an der Bundesstraße 187 zwischen Dessau-Roßlau und Lutherstadt Wittenberg. Die Anschlussstelle Coswig an der Bundesautobahn 9 (Berlin–München) liegt etwa 4 km westlich. Auch die Anschlussstelle Köselitz (etwa 9 km nördlich) liegt auf dem Territorium der Stadt. Im Jahr 2005 fand ein umfangreicher Ausbau des durch Coswig verlaufenden Elberadweges statt.

#### Schienenverkehr
Die Bahnstrecke Węgliniec–Roßlau hat einen Haltepunkt und einen Güterbahnhof in der Stadt. Am Haltepunkt Coswig (Anh) verkehren stündlich die Linien RE 14 und RB 51. Der Bahnhof der Berlin-Anhaltischen Eisenbahn wurde am 10. September 1841 eingeweiht. Das heutige Bahnhofsgebäude stammt von 1898, steht weitgehend leer und ist zum Verkauf ausgeschrieben (Stand 2018).
Im Rahmen der Sanierung des Eisenbahn-Verkehrsknotens Roßlau/Dessau wurde 2016 auch eine Modernisierung des Bahnhofs Coswig durchgeführt. Die Bahnsteige wurden hierbei in veränderter Lage neu errichtet sowie die Vorplätze beidseits der Gleisanlagen neu gestaltet.

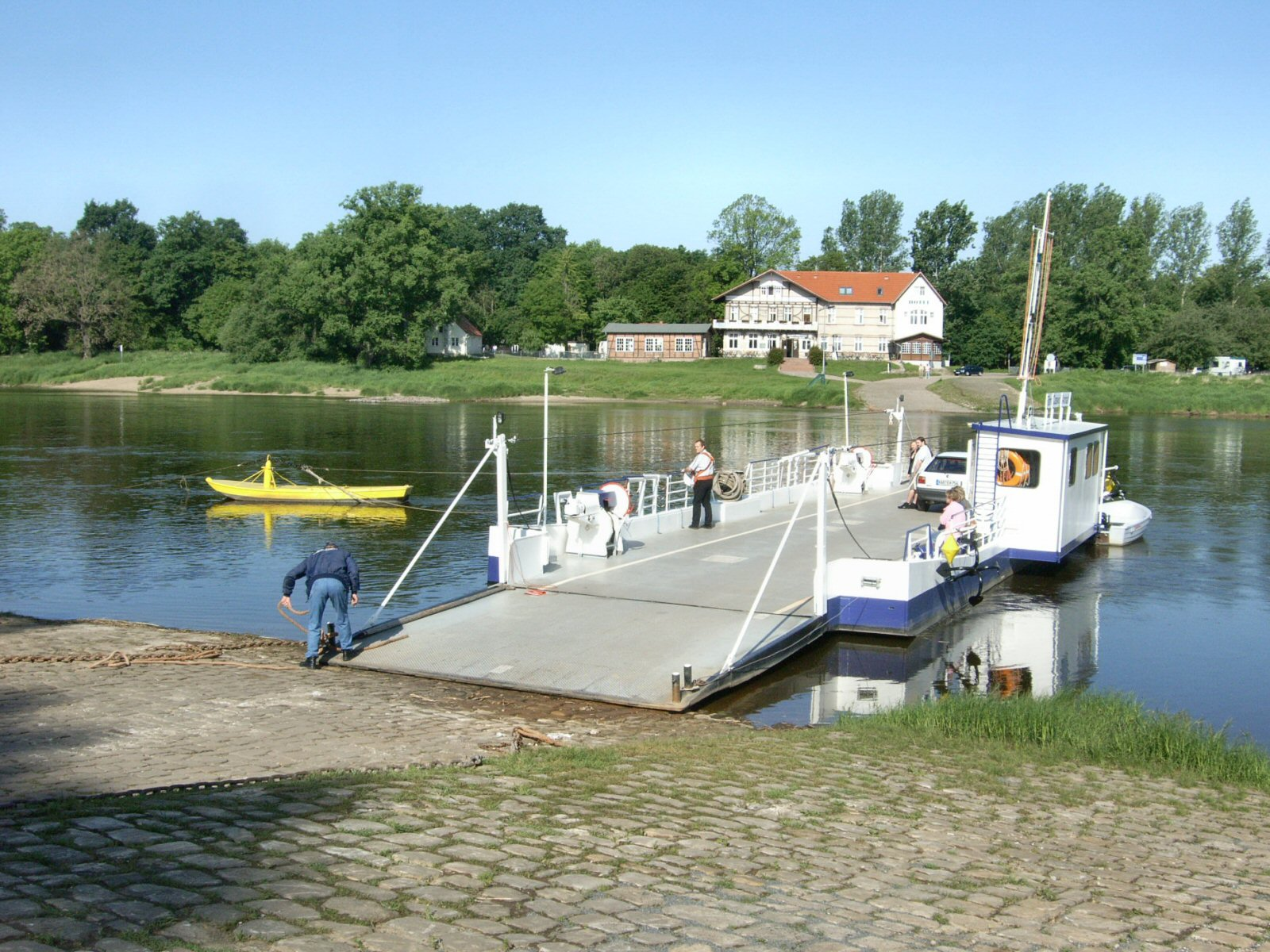
Gierseilfähre Coswig

#### Schiffsverkehr
Als Elbestadt hat Coswig eine Anlegestelle für Fahrgastschiffe. Im Mai 2007 wurde die Marina, eine weitere Anlegestelle für private Schiffsreisende und Bootsbesitzer, eröffnet.
Am Ortsrand von Coswig befindet sich außerdem eine Gierseilfähre über die Elbe im Zuge der Kreisstraße K 2376 nach Wörlitz.

### Gesundheitswesen
Die Mediclin AG betreibt in Coswig das einzige Herzzentrum in der Region Anhalt.
Das nächstgelegene Allgemeinkrankenhaus befindet sich in der Lutherstadt Wittenberg.

### Wirtschaftsgeschichte
1891 wurde die WASAG mit dem Sitz in Coswig gegründet, die zeitweise zu den größten deutschen Herstellern von Sprengstoffen und Munition gehörte. 1944 ereignete sich im Werk Coswig ein Industrieunfall, bei dem eine Explosion 92 Todesopfer forderte. Nach dem Zweiten Weltkrieg wurden in dem Werk bis 1992 chemische Düngemittel produziert. Von 1890 bis 1979 war Coswig ein bedeutender Standort der Zündwarenproduktion (in der DDR der zweitgrößte Hersteller nach dem VEB Zündwarenwerke Riesa).

## Persönlichkeiten

### Söhne und Töchter der Stadt
- Johann Friedrich Eyserbeck (1734–1818), Hofgärtner des Fürsten Leopold III. Friedrich Franz von Anhalt-Dessau (Wörlitzer Park)
- Franz Hübner (1840–1914), Missionar und Bischof der Neuapostolischen Kirche
- Hermann Cohen (1842–1918), Philosoph, Gründer der Marburger Schule
- Paul Mahlo (1883–1971), Mathematiker
- Gerhard Heinzelmann (1884–1951),  evangelischer Theologe
- Hermann Drewitz (1887–1955), Politiker (WP)
- Erika Fürst (1913–nach 1975), Politikerin (SPD/SED)
- Karl Kothe (1913–1965), Maler und Bildhauer
- Dietrich Falke (* 1927), Arzt, medizinischer Mikrobiologe und Virologe
- Manfred Sack (1928–2014), Journalist und Architekturkritiker
- Manfred Kuschmann (1950–2002), Leichtathlet, 1974 Europameister im 10.000-Meter-Lauf
- Bernhard Lassahn (* 1951), Schriftsteller
- Barbara Höll (* 1957), Politikerin (Die Linke), Bundestagsabgeordnete

### Mit Coswig verbundene Persönlichkeiten
- Christoph Schlegel (1613–1678), lutherischer Theologe, Hofprediger im Fürstentum Anhalt-Zerbst und Prinzenerzieher in Coswig
- August Gottlob Friedrich Koltitz (1728–1799), evangelischer Theologe, Propst in Coswig
- Caroline Bardua (1781–1864), Malerin, eine der ersten bürgerlichen Frauen, die sich eine Existenz als freie bildende Künstlerin aufbauen konnten, arbeitete im Coswiger Schloss
- Heinrich Berger (1844–1929), Militärmusiker, wuchs in Coswig auf